# Froukje Bos
Froukje Bos (1948) is een Nederlands regisseur en schrijver van sociaal maatschappelijke documentaires en jeugdfilms. Ze won in 1992 een Gouden Kalf voor Beste Lange Documentaire met Levenslied. Ze was verbonden aan het Feministisch Filmkollektief Cinemien. Daarnaast was ze werkzaam voor Stichting Pandora, een Nederlandse voorlichtingsorganisatie die de stigmatisering van mensen met psychiatrische problematiek probeerde tegen te gaan. Ze schreef onder andere het boek Berichten uit het laboratorium van de samenleving. Over ervaringen met depressie en antidepressiva over de groeiende invloed van psychofarmaca. Aan de hand van persoonlijke verhalen vestigde ze de aandacht op het perspectief van patiënten.

## Films
- Joris Ivens 70 jaar (1969) (regie)
- Beer of geen beer (1976) (scenario)
- Gat in de grens (1984) (scenario en regie)
- Brief nr. 16 (1985) (scenario en regie)
- Fatima (1985) (scenario)
- Geld of je leven (1986) (scenario)
- Levenslied (1991) (scenario en regie)
- Eddy, eindeloze eeuwigheid (1992) (scenario en regie)
- Arabische verkenningen - Democratie voor mijn kinderen (1996) (regie)